# Lanai City
Lanai City és una concentració de població designada pel cens dels Estats Units a l'estat de Hawaii. Segons el cens del 2000 tenia 3.164 habitants.

## Demografia
Segons el cens del 2000, Lanai City tenia 3.164 habitants, 1.148 habitatges, i 797 famílies La densitat de població era de 341,89 habitants per km².
Dels 1.148 habitatges en un 34,9% hi vivien nens de menys de 18 anys, en un 53,7% hi vivien parelles casades, en un 9,9% dones solteres, i en un 30,6% no eren unitats familiars. En el 25,7% dels habitatges hi vivien persones soles el 8,8% de les quals corresponia a persones de 65 anys o més que vivien soles. El nombre mitjà de persones vivint en cada habitatge era de 2,75 i el nombre mitjà de persones que vivien en cada família era de 3,33.
Per edats la població es repartia de la següent manera: un 28,0% tenia menys de 18 anys, un 8,0% entre 18 i 24, un 28,2% entre 25 i 44, un 21,4% de 45 a 64 i un 14,4% 65 anys o més.
L'edat mediana era de 35,4 anys. Per cada 100 dones hi havia 101,4 homes. Per cada 100 dones de 18 o més anys hi havia 100,62 homes.
La renda mediana per habitatge era de 43.271 $ i la renda mediana per família de 49.209 $. Els homes tenien una renda mediana de 29.800 $ mentre que les dones 27.065 $. La renda per capita de la població era de 18.668 $. Aproximadament el 8,5% de les famílies i el 9,5% de la població estaven per davall del llindar de pobresa.

## Poblacions més properes
El següent diagrama mostra les poblacions més properes.